# NigComSat 1R
O NigComSat 1R é um satélite de comunicação geoestacionário nigeriano construído pela Academia Chinesa de Tecnologia Espacial (CAST) que está localizado na posição orbital de 42 graus de longitude oeste e é operado pela NigComSat. O satélite é baseado na plataforma DFH-4 Bus e sua expectativa de vida útil é de 15 anos.

## História
Em março de 2009 a Nigéria assinou um novo contrato com a Corporação Industrial Grande Muralha da China (CGWIC) para a entrega e lançamento gratuito de um satélite para substituir o NigComSat 1 que sofreu uma falha em órbita e parou de funcionar em 11 de novembro de 2008. O NigComSat 1R também é um satélite DFH-4 melhorado em relação ao seu antecessor, o fracassado NigComSat 1.

## Lançamento
O satélite foi lançado com sucesso ao espaço no dia 19 de dezembro de 2011, por meio de um veículo Longa Marcha 3B/G2 a partir do Centro Espacial de Xichang, na China. Ele tinha uma massa de lançamento de 5150 kg.

## Capacidade e cobertura
O NigComSat 1R está equipado com 14 transponders em banda Ku, 8 em banda Ka, 4 em banda C e 2 em banda L para fornecer serviços de áudio, dados, vídeo, internet e aplicação de serviços mais adequado e com menor custos para à África.